# Rabdophaga salicis
Rabdophaga salicis är en tvåvingeart som först beskrevs av Franz Paula von Schrank 1803.  Rabdophaga salicis ingår i släktet Rabdophaga och familjen gallmyggor. Inga underarter finns listade i Catalogue of Life.